# Saxtorph
Saxtorph er en dansk slægt.
Slægten Saxtorph kan føres tilbage til sognepræst i Meierup ved Holstebro Ole Christensen Saxtorph (1694—1745), blandt hvis sønner skal nævnes rektor i Roskilde, justitsråd, magister Hans Christian Saxtorph (1726—87), sognepræst ved Københavns Sankt Nicolai Kirke Peder Saxtorph (1730—1803) og endelig professor Mathias Saxtorph (1740—1800). Den ældste af disse brødre var fader til regimentskirurg i København, senere livlæge hos prins Christian Frederik Saxtorph (1766—1808), hvis eneste, ugifte søn, Johan Christian Saxtorph (1797—1829), var konstitueret distriktskirurg i Nibe, og til rektor ved Odense Katedralskole, professor Jacob Saxtorph (1771—1850). Sidstnævntes søn var etatsråd, professor, Dr. med. Hans Christian Saxtorph (1813—75). Ovennævnte professor Mathias Saxtorphs søn, professor Johan Sylvester Saxtorph (1772—1840), var far til professor Mathias Hieronymus Saxtorph (1822—1900) og til jægermester Jacob Vilhelm Saxtorph til Frihedslund og Vosnæsgaard (1826—89). Sidstnævntes søn var professor, Dr. med. Johan Sylvester Peter Saxtorph (1851—1934).